# 天主教弗雷瑞斯-土倫教區
天主教弗雷瑞斯-土倫教區（拉丁語：Dioecesis Foroiuliensis-Tolonensis）是法國一個羅馬天主教教區，屬馬賽總教區。
教區傳統上被認為成立於4世紀，1957年4月28日教座從弗雷瑞斯遷至土倫，並易名至今。
教區位於瓦爾省，2006年有教友660,000人（佔轄區總人口60.0%）、197個堂區、307名司鐸。現任教區主教為道明·馬利·若望·雷伊。